# Canton en Enderbury
Canton en Enderbury was van 1939 tot 1979 een Amerikaans-Brits condominium bestaande uit de atollen Canton (tegenwoordig Kanton) en Enderbury. Het zijn twee koraalatollen in het noordoostelijke deel van de Phoenixeilanden, gelegen op ongeveer 3000 kilometer ten zuiden van Hawaï. De eilanden vormden een belangrijke legerbasis op de route tussen Amerika en de Filipijnen en Australië. Ze werden aanvankelijk door zowel de Verenigde Staten als het Verenigd Koninkrijk opgeëist en daarom werd in 1939 besloten de eilanden onder gezamenlijk bestuur van de VS en het VK te plaatsen. De Verenigde Staten maakten ook aanspraak op de andere Phoenixeilanden, maar deze eilanden stonden onder Britse controle. Sinds 1979 behoren de eilanden toe aan Kiribati, dat toen onafhankelijk werd. Op Kanton wonen tegenwoordig enkele tientallen mensen en Enderbury is onbewoond.